# Kasteel De Wittenburg

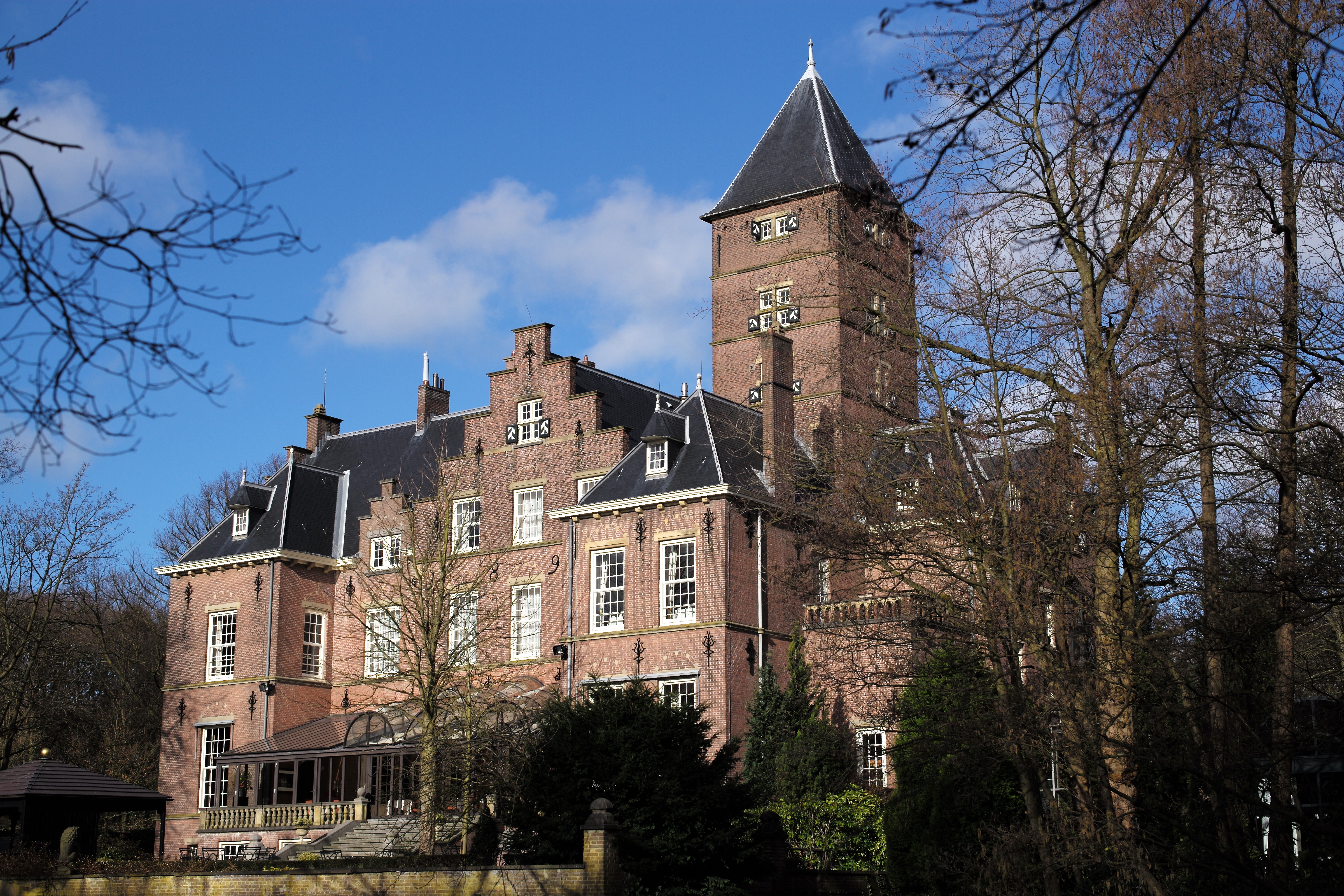
Kasteel De Wittenburg

De Wittenburg is een buitenplaats met een door architect van Nieukerken gebouwd "imitatie"-kasteel in Wassenaar. De ingang van het landgoed is aan de Bloemcamplaan.

## Ontstaan
Rond 1600 was hier een monumentale boerderij, Groot Hoefijzer. Tijdens de tweede helft van de 18de eeuw groeide dit uit tot een buitenplaats. In 1846 en ook na de verkoop in 1855 aan steenfabrikant C. Schiffer van Bleyswijk, werd het huis grondig verbouwd. De nieuwe eigenaar vernoemde het huis naar zijn echtgenote, Suzanna de Wildt: De Wiltenburg. Dit werd later De Wittenburg.

## Bouw kasteel
Jhr. Helenus Marinus Speelman (1857-1909), heer van Zuylensteyn en Leersum en zijn echtgenote Sophie Adrienne barones Sloet van Oldenruitenborgh (1860-1941) woonden in het centrum van Den Haag. Nadat hij zijn huis in 1882 verkocht had, kwam het Gemeentemuseum erin en later het Haags Historisch Museum. Zij verhuisden naar kasteel Zuylestein, dat hij tijdelijk huurde. Terwijl hij daar woonde, reisden zij rond om andere kastelen te bezoeken en ideeën op te doen voor een huis dat zij wilden laten bouwen. Toen hij met zijn suikerplantages in Nederlands-Indië genoeg geld had verdiend, lieten zij tussen 1899 en 1901 De Wittenburg, een poortgebouw, portierswoning en een ijskelder bouwen. Daarbij werd ook een toren boven op de heuvel bij de vijver gebouwd. Deze is echter in de jaren zestig afgebroken. De architect was Johannes van Nieukerken van Architectenbureau Van Nieukerken. Tijdens de eerstesteenlegging werd een loden koker met een oorkonde en de bouwtekeningen in de fundering van de toren ingemetseld. Op advies van jhr. mr. Victor de Stuers werd de toren na voltooiing maar tijdens de bouw nog met een etage verhoogd.
Het park werd in 1901 aangelegd door architect Mondt en zijn opzichter De Clerck.

## Tweede Wereldoorlog
Tijdens de Tweede Wereldoorlog werd het kasteel door de Duitse bezettingsmacht gebruikt, en na de capitulatie door Canadese militairen. Op 1 juli 1955 besloot de gemeente Wassenaar de buitenplaats met het uitgewoonde kasteel te kopen. Na afsplitsing van het rondom gelegen park en vijver werd het kasteel doorverkocht en diende het als pension.

## Gebruik
De huidige eigenaar van het kasteel verhuurt het kasteel aan de Vereniging Internationaal Ontvangstcentrum van het Bedrijfsleven de Wittenburg in Nederland (voorheen "Royal Club of the Netherlands") die in 1963 werd opgericht.
Het kasteel werd voor decennia veelal gebruikt voor ontvangsten van de koninklijke familie, leden van de Wittenburg, de Nederlandse overheid voor staatsbezoeken en voor recepties van het Haagse corps diplomatique. Het overgrote deel van de leden bestond uit de grote multinationals (Shell, ING, Unilever, AkzoNobel, KLM etc.) die op deze locatie konden samenkomen.

### Wittenburg-conferenties
Sinds 2008 vindt jaarlijks een bilaterale conferentie plaats tussen Nederland en Turkije, met als doel de verhoudingen tussen de twee landen te versterken. Deze ontmoetingen ontlenen hun naam aan dit kasteel, omdat op deze plek de eerste ontmoeting plaatsvond.

## Openstelling
Enkele jaren geleden werd de Wittenburg opengesteld voor het publiek waarbij het exclusieve karakter van weleer overeind bleef, maar de beslotenheid werd opgeheven. Het werd een trouwlocatie en menig concert is er gegeven. Zo trouwde Armin van Buuren er.
Op de oprijlaan van het landgoed is een paal teruggeplaatst met de initialen H M S, verwijzend naar de bouwheer, die voorheen elders in Wassenaar de grens van het landgoed markeerde.
Langs landgoed De Wittenburg loopt de "landgoederen-fiets-route".
De ijskelder ligt in het gemeentepark en de portierswoning is verkocht aan een particulier (beide hieronder weergegeven).
Het kasteel is opgenomen als monument.

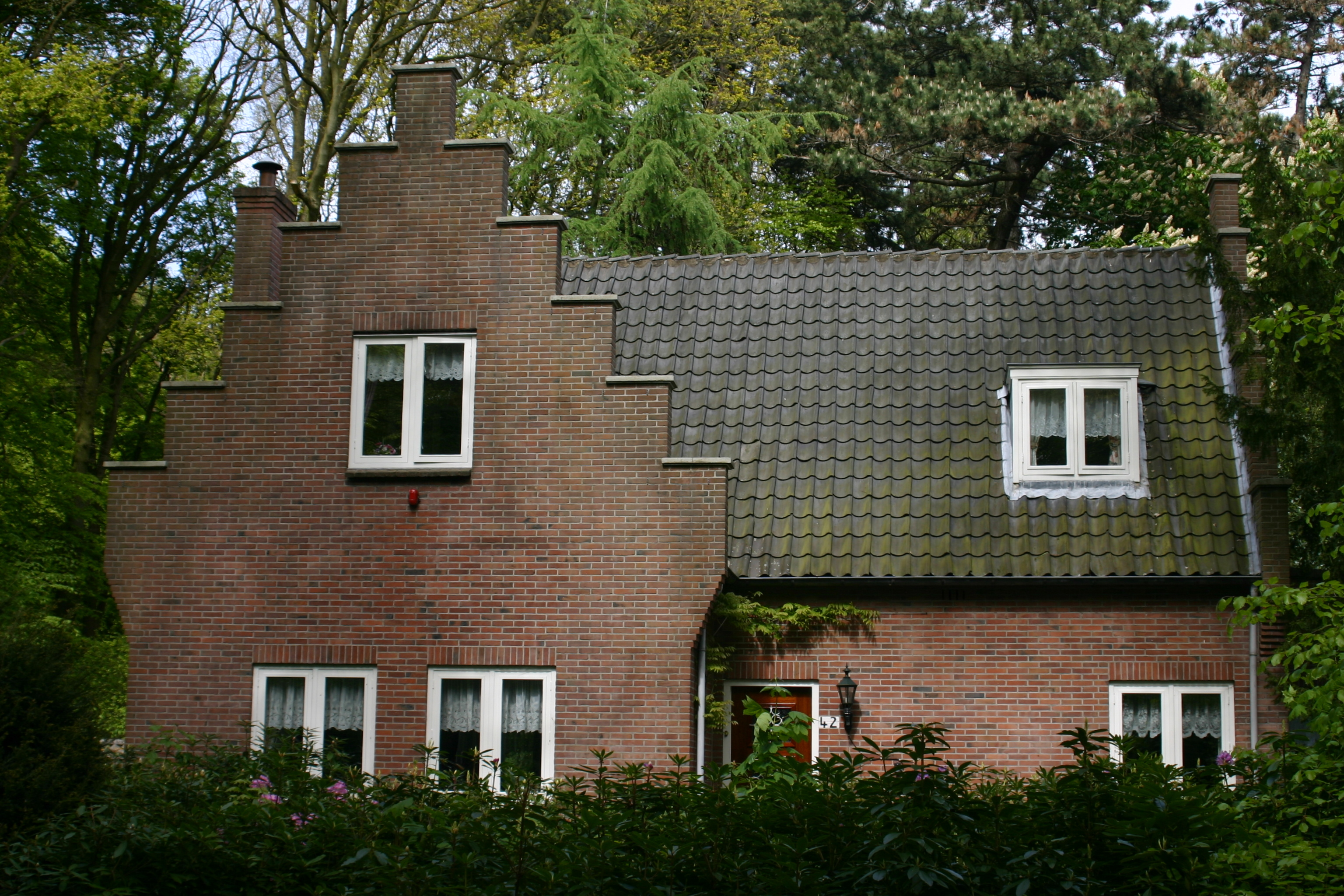
Portierswoning
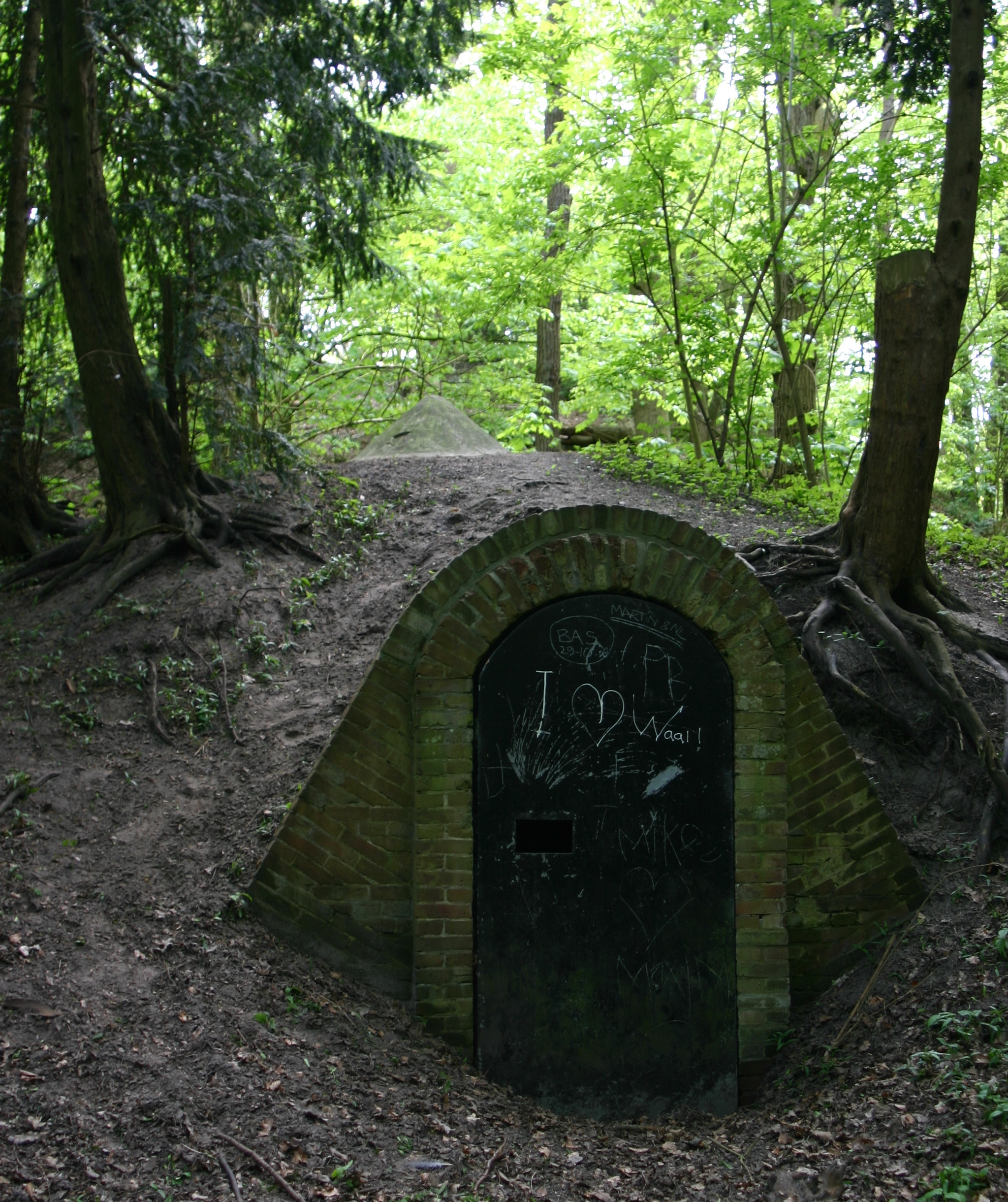
IJskelder ± 1900
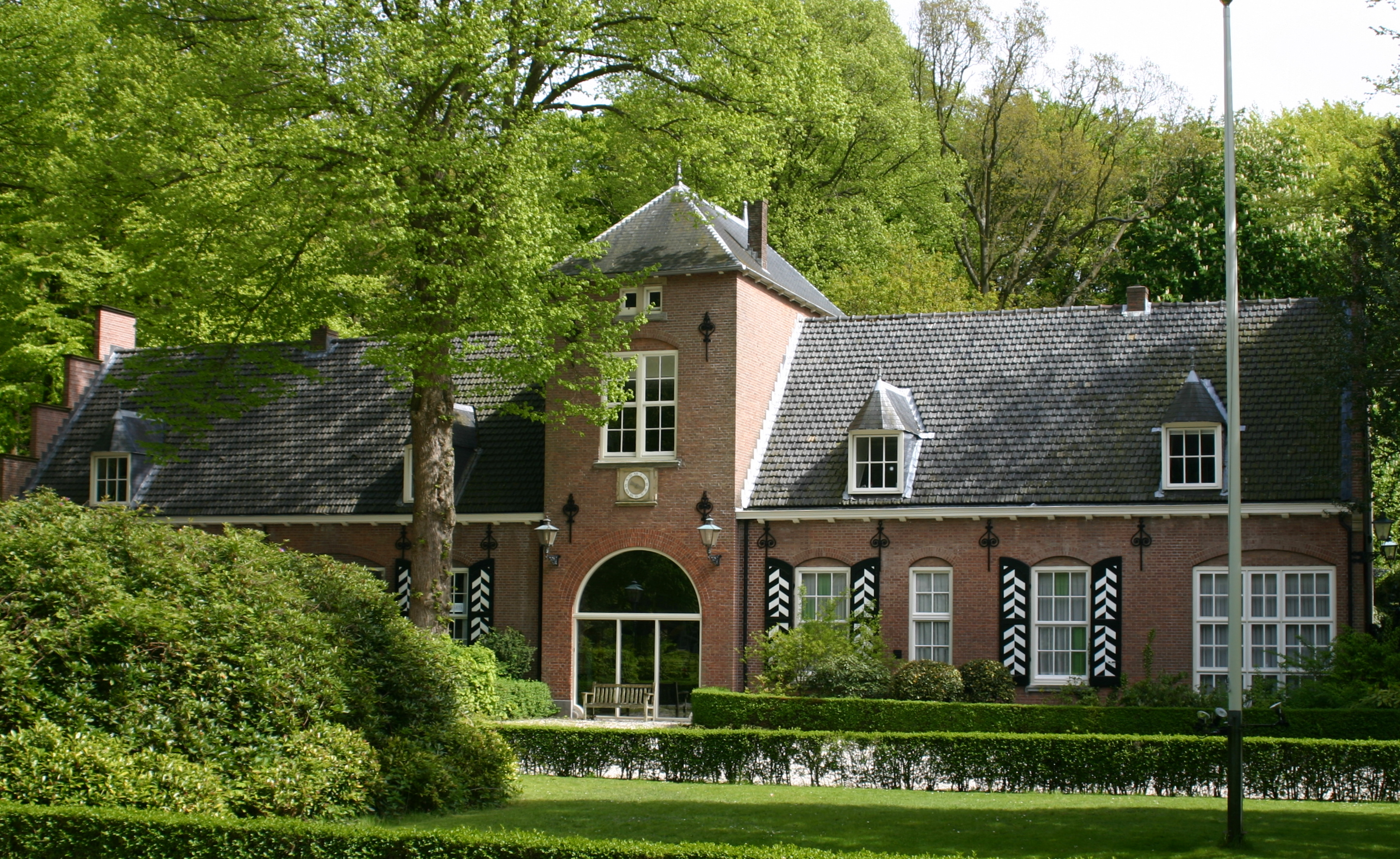
Koetshuis
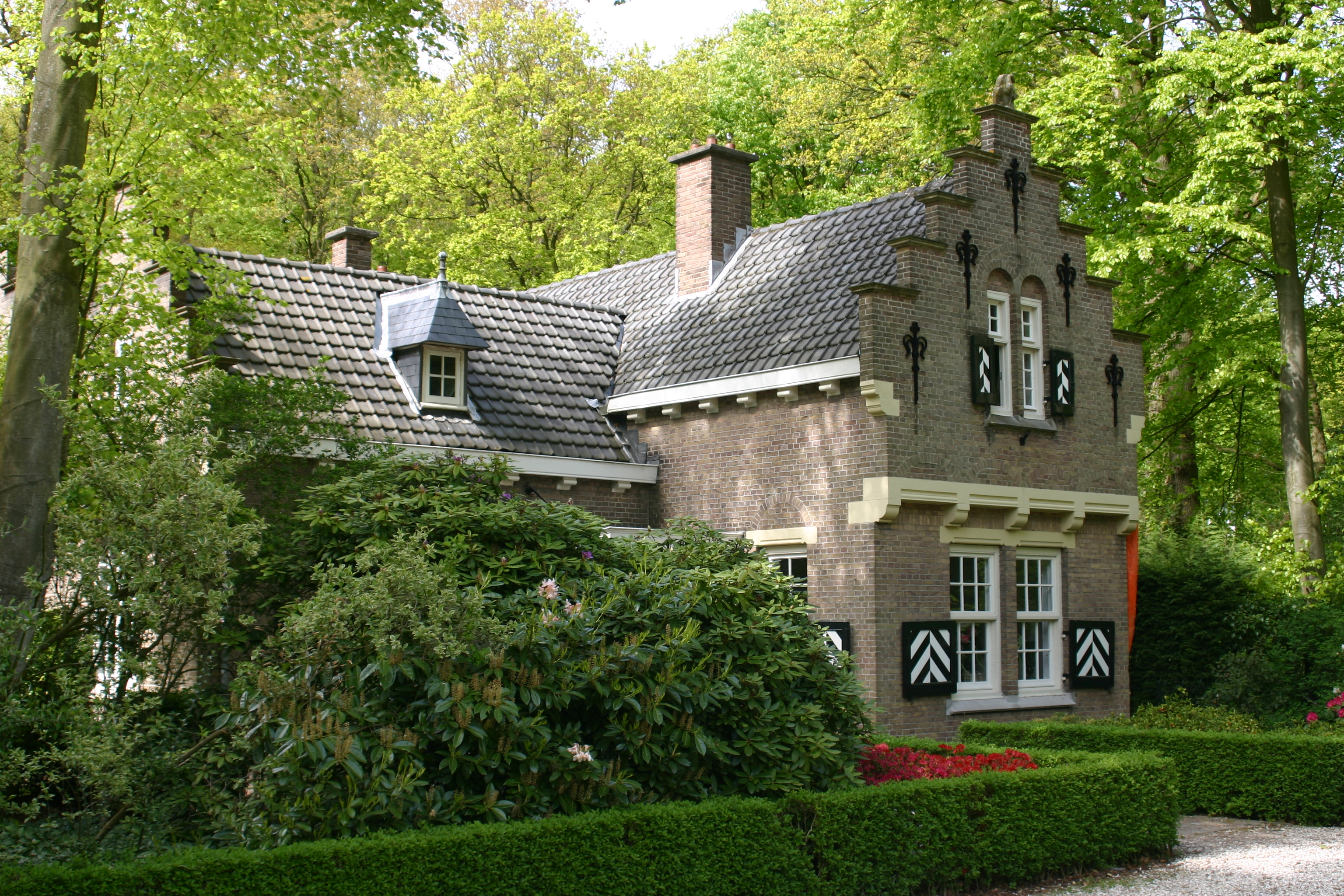
Dienstwoning
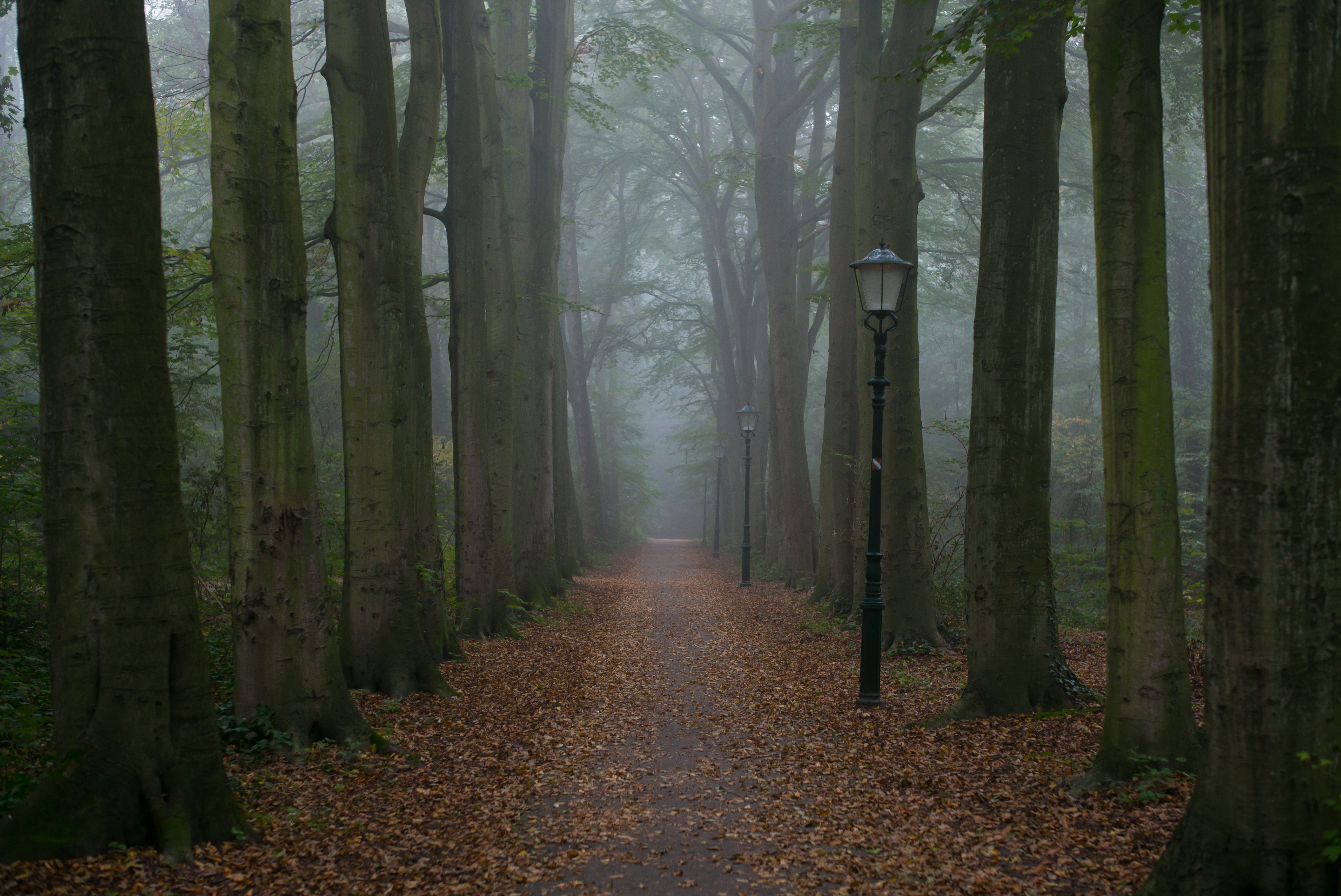
Laan in het kasteelpark
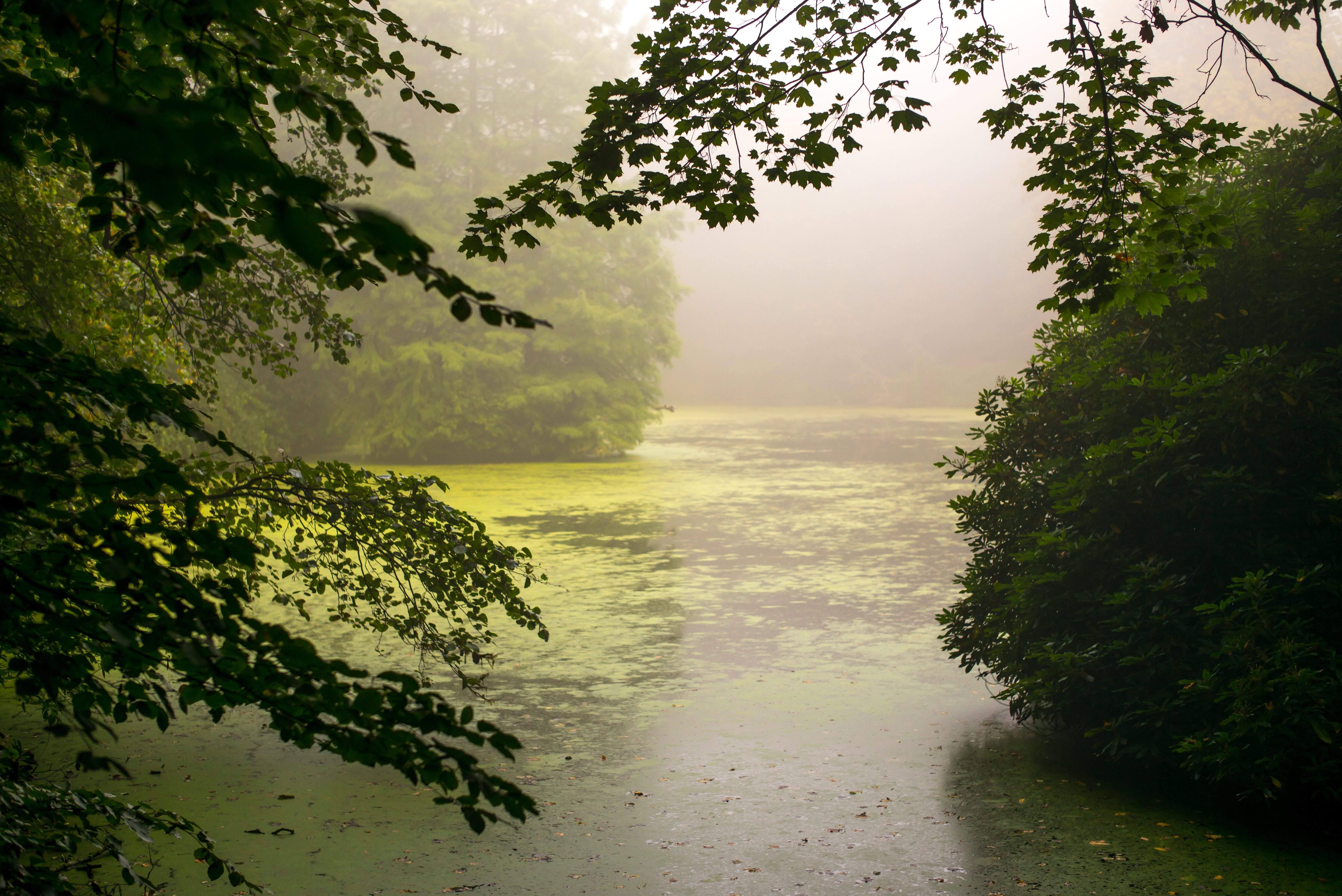
Vijver in het kasteelpark